# Stanton Fitzwarren
Stanton Fitzwarren  è un piccolo villaggio e una parrocchia civile della contea del Wiltshire che si trova a circa a circa miglia a nord-est di Swindon, Sud Ovest dell'Inghilterra, Regno Unito.

## Geografia

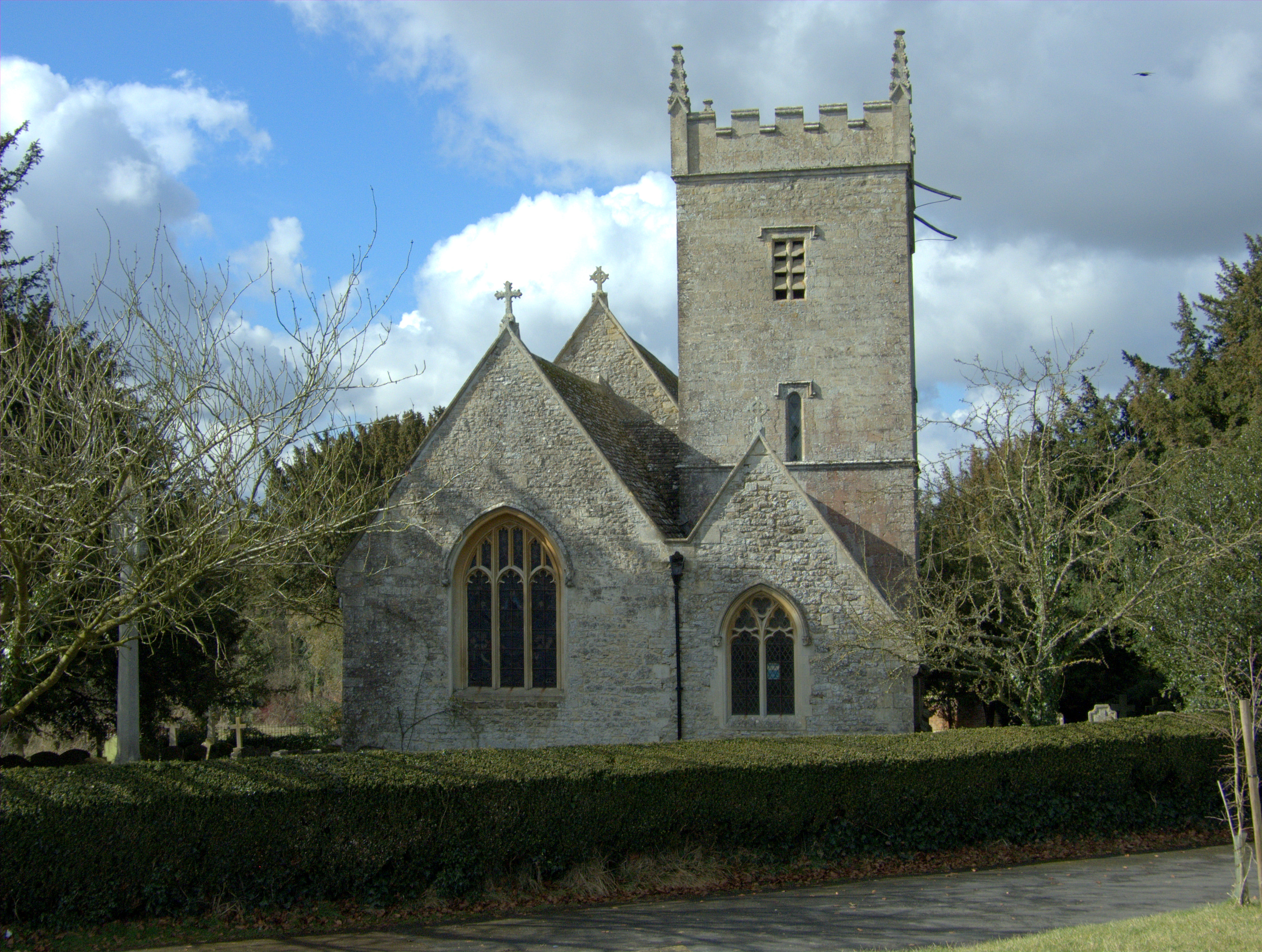
Chiesa di San Leonardo

Il territorio di Stanton Fitzwarren si trova nella contea di Wiltshire, 2 miglia a sud-ovest di Highworth e 5 a nord di Swindon. Il piccolo villaggio è situato vicino all'antica Ryknield Street, sulla strada per Cirencester ed è circondato da ampia campagna, a sud della zone delle Cotswolds.

## Storia
Il centro abitato storicamente risale almeno all'XI secolo e viene menzionato per la prima volta nel Domesday Book nel 1086. Al suo territorio è legata in parte la leggenda di Robin Hood.

## Monumenti e luoghi d'interesse
Nel territorio di Stanton Fitzwarren sono presenti alcuni edifici e luoghi d'interesse, il più importante è la sua chiesa:
- Chiesa di San Leonardo. La chiesa è in stile gotico inglese. Conserva un importante fonte battesimale normanno. La sua costruzione risale al XII secolo e si trova sul sito di un semplice edificio rettangolare anglosassone. La porta nord è in stile normanno molto antico, quasi romanico. Quando il signore Fulk III FitzWarin, al quale si ispira la leggenda di Robin Hood, fu messo fuorilegge dal re Giovanni d'Inghilterra visse con i suoi seguaci nella foresta di Baydon e quando poi le sue proprietà furono ripristinate, l'edificio della chiesa fu restaurato e riconsacrato a San Leonardo, patrono delle foreste e dei prigionieri. Un terribile incendio nel 1200 ne lasciò solo le mura e l'arco normanno, l'edificio venne restaurato e il presbiterio, dove si trovano gli stalli del coro e l'organo, venne costruito per sostituire l'abside. Per tutto il Medioevo la parte principale dell'edificio venne utilizzata quotidianamente dalla comunità per qualsiasi scopo. Il fonte battesimale venne chiuso a chiave per impedire il furto dell'acqua santa usata in stregoneria. La chiesa parrocchiale anglicana appartiene alla diocesi di Bristol e dal 26 gennaio 1955 è considerata un monumento classificato di prima categoria. Situato nel cimitero della chiesa c'è il War Memorial del villaggio  che è un monumento classificato di seconda categoria.[5][6][7][8]
- Stanton Park è una tenuta di 74 ettari che comprende antichi resti di boschi di latifoglie, praterie e laghi per la pesca. È anche una riserva naturale locale con molti habitat per la flora e la fauna. Vi si trova il sito di una villa romana, anche se non sono visibili le sue rovine. Vi sono poi altri edifici classificati di interesse nel villaggio come il fienile di North Farm, l'Old Rectory, Mill Cottage e la "Bamford's Frost Protected lift pump" del 1902. Tutti gli edifici classificati dimostrano chiaramente l'uso di pietra calcarea locale estratta localmente con mattoni Highworth come materiali da costruzione tradizionali. In origine la maggior parte degli edifici sarebbe stata ricoperta di paglia. La pietra di Cotswold per scopi di muratura non è tradizionale della zona, essendo una pietra totalmente diversa dalla locale Coral Ragstone.[9]